# Hugo Dávila
Hugo Dávila Godínez (Atemajac de Brizuela; 27 de abril de 1948-Colima; 19 de diciembre de 2024) fue un futbolista mexicano que jugaba principalmente en el mediocampo.

## Trayectoria
Inició su carrera como futbolista profesional en el Club Deportivo Guadalajara, para el que trabajó desde la temporada 1969-70 a la 1973-74. Luego se trasladó al recién ascendido Unión de Curtidores, donde permaneció hasta su descenso en 1981.

## Selección nacional
Debutó con la selección de México el 4 de junio de 1976, en un amistoso en el Estadio Jalisco que perdió por 3-0 ante Brasil.

### Participaciones en clasificatorias
| Clasif.              | Sede   | Resultado   | Part. | Goles |
| -------------------- | ------ | ----------- | ----- | ----- |
| Clasif. Mundial 1978 | Varias | Clasificado | 4     | 1     |

## Palmarés

### Títulos nacionales
| Título           | Equipo      | País   | Año     |
| ---------------- | ----------- | ------ | ------- |
| Primera División | Guadalajara | México | 1969-70 |